# Лоджії Рафаеля

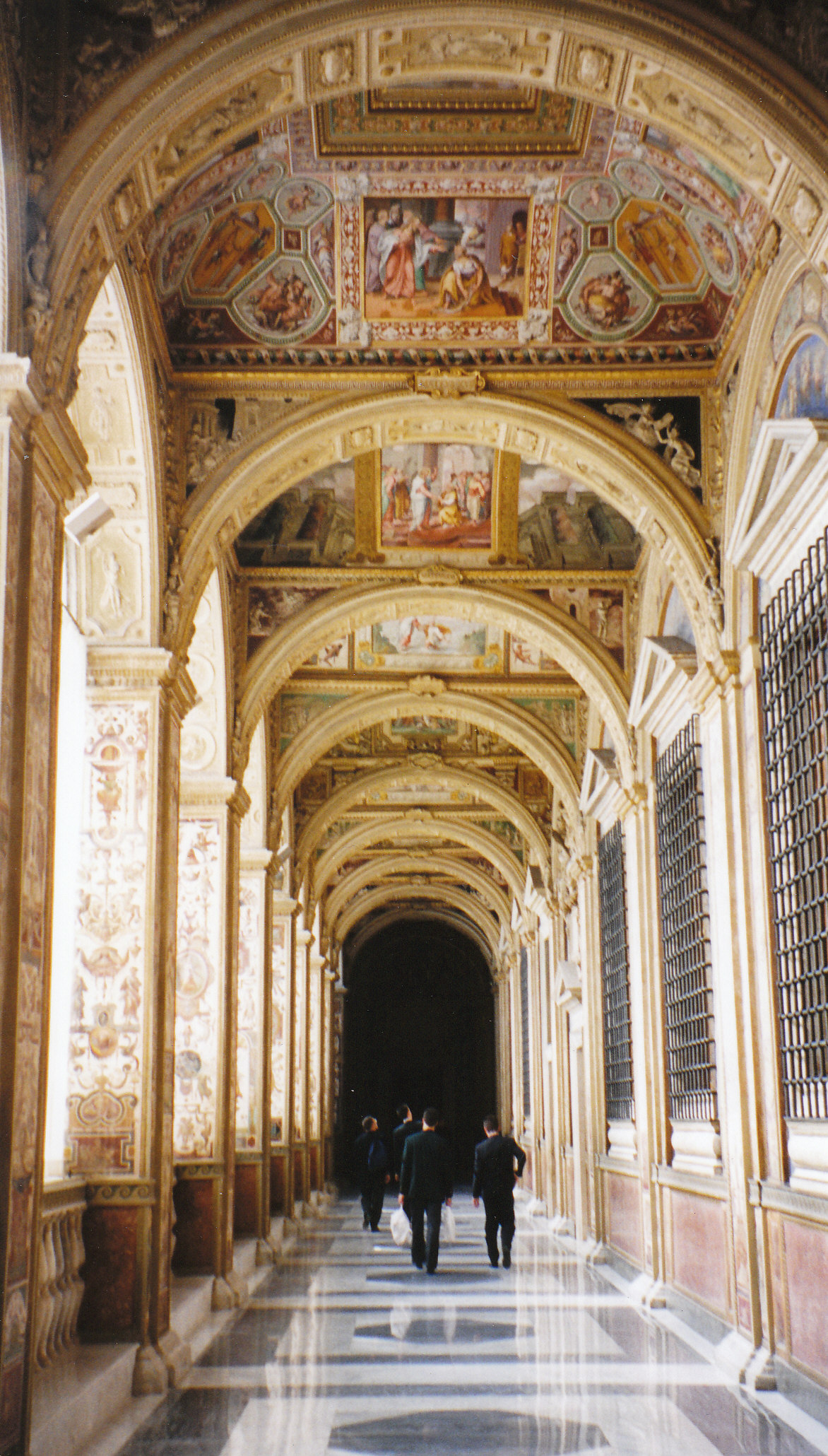
Лоджії Рафаеля у Ватикані. Фото 1999 р.

Ло́джії Рафае́ля (італ. Loggia di Raffaello) — зразок архітектури та декоративного мистецтва доби відродження в Римі XVI ст.

## Історія створення
В останній період життя і творчості Рафель надавав перевагу архітектурній діяльності. Це було як вимушено і через замови Папи Римського, і через замови впливових посадовців з папського оточення, і через необхідність заробляти на життя. 
Рафаель був автором декількох палаців неподалік від Ватикану, створених для папського лікаря Джакопо Антоніо да Брешия, для папського камергера Бранконіо дель Акіла, палац для багатого мешканця Флоренції Джаноццо Пандольфіні. За замовами папи римського почали будувати парадну віллу та відкриту лоджию у Ватикані. Вілла пізніше отримала назву Вілла Мадама, але була покинута недобудованою. Рафаель створив також проект невеличкої церкви Сант Еліджио дельї Орефічі в Римі, добудованої вже по смерті майстра і залишеною без оздоб.
Серед повністю добудованих була лише відкрита лоджія у Ватикані, що отримала пізніше назву Лоджія Рафаеля.

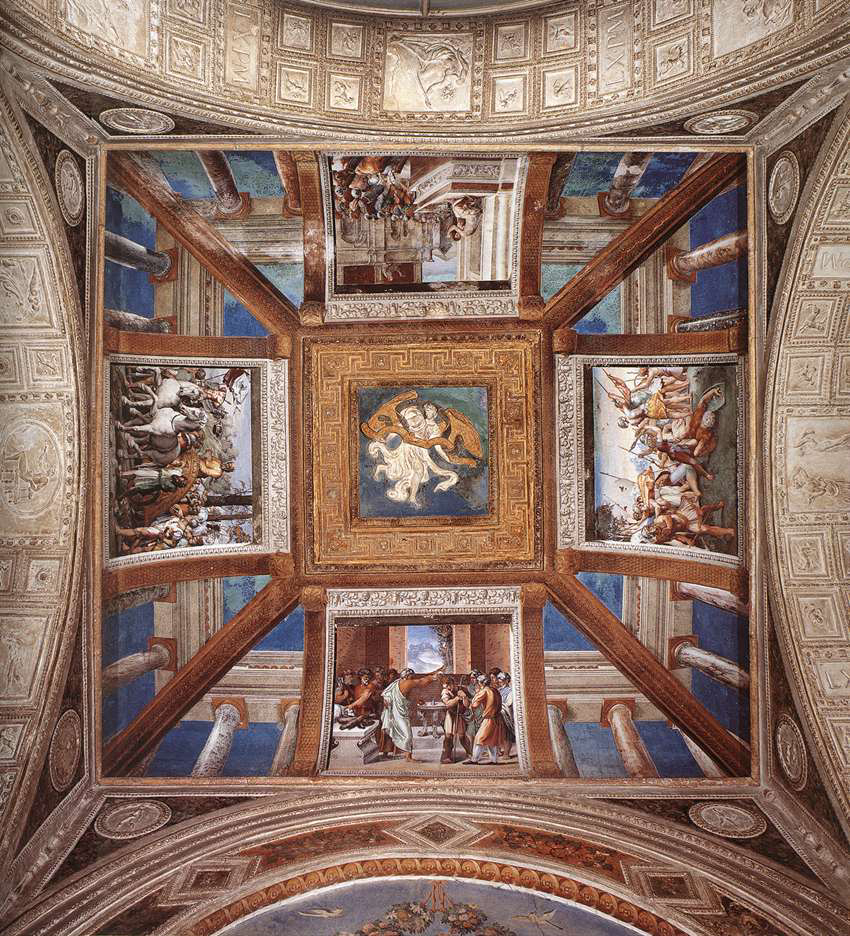
Склепіння з біблійною історією Давида, фреска. Фото 2011 р.

Лоджія у Ватикані була добудована під наглядом Рафаеля по смерті архітектора Донато Браманте і виходила у двір Сан Дамазо. Це був другий поверх. Лоджія палацу за модою того часу зазвичай мала декоративні оздоби. Не була винятком і відкрита лоджія у Ватикані. Декоративні роботи і стінописи виконали за проектами Рафаеля численні учні та помічники майстра, надмірно завантаженого замовами пишного папського двору.
Лоджії поділені на тринадцять частин, кожна з котрих має власне склепіння. Кожне склепіння прикрашене чотирма композиціями на сюжети Старого Заповіту. Лише останнє склепіння має сюжети з Нового Заповіту. Всі вільні частини були заповнені декоративними орнаментами і так званими гротесками, новомодними орнаментами, що отримали значне поширення в декоративному мистецтві тогочасної Італії. Композиції зі Старого і Нового Заповітів виконали Джуліо Романо та Пенні. Гротески і численні декоративні елементи виконали Джованні да Удіне та Періно дель Вага.

## Копія лоджій Рафаеля в Санкт-Петербурзі

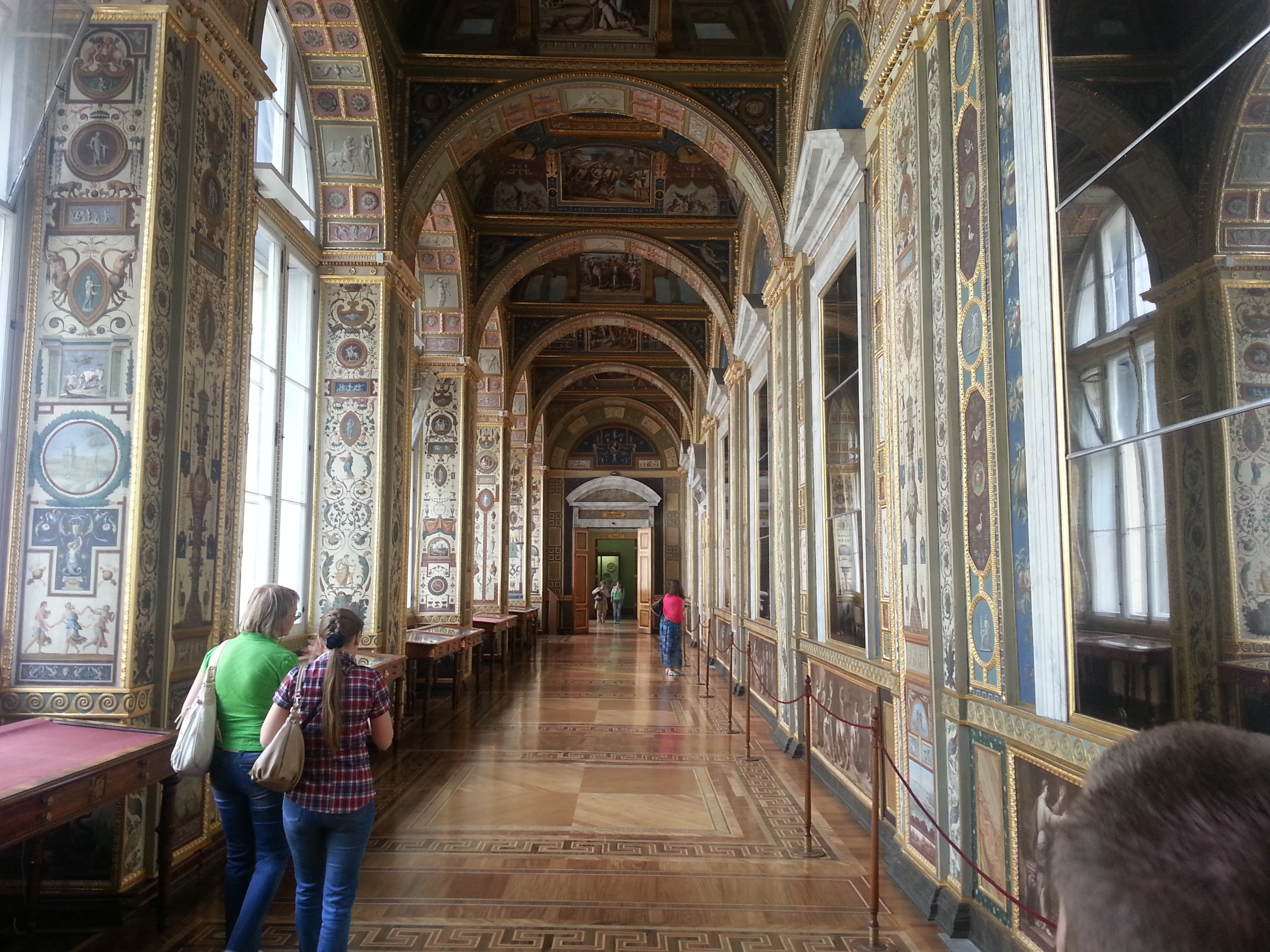
Корпус-копія лоджій Рафаеля у Санкт-Петербурзі. Ермітаж, фото 2013 р.

Корпус-копія лоджій Рафаеля був створений у Санкт-Петербурзі за проектом італо-російського архітектора Джакомо Кваренгі. Він теж розташований на другому поверсі, як і у Ватикані, але виходить на Зимову канавку . 
Лоджії Рафаеля набули престижу і стали зразками для створення гравюр, виконаних І. Вольпато та І. Оттовіані. Під час перебування у Римі Джакомо Кваренгі зробив обміри лоджій Рафаеля та кресленики. Копії декоративних оздоб створив німецький художник Х. Унтербергер на полотні. Архітектуру лоджий виконав Кваренгі 1783 року, але стінописи виконані не в техніці фресок, як у Ватикані, а копіями на полотні роботи Х. Унтербергера.
Північний клімат примусив до додатків, котрих не мали лоджії у Римі. Їх не можна було робити відкритими через негоду. Тому відкриту аркаду облаштували великими вікнами. Для опалення взимку видовженого приміщення вибудували чотири печі. 
Згодом облаштували вікнами і Лоджії Рафаеля у Ватикані, що збільшило схожість оригіналу лоджій у Ватикані та корпус-копію у Санкт-Петербурзі.

## Галерея стінописів і гротесків

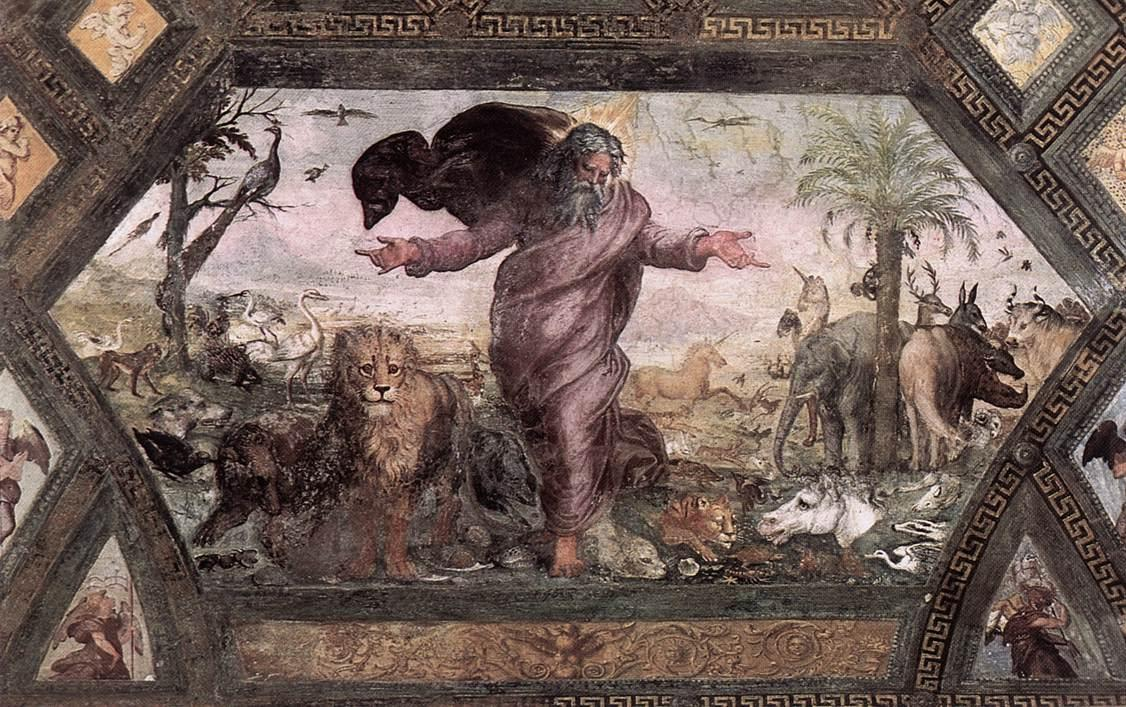

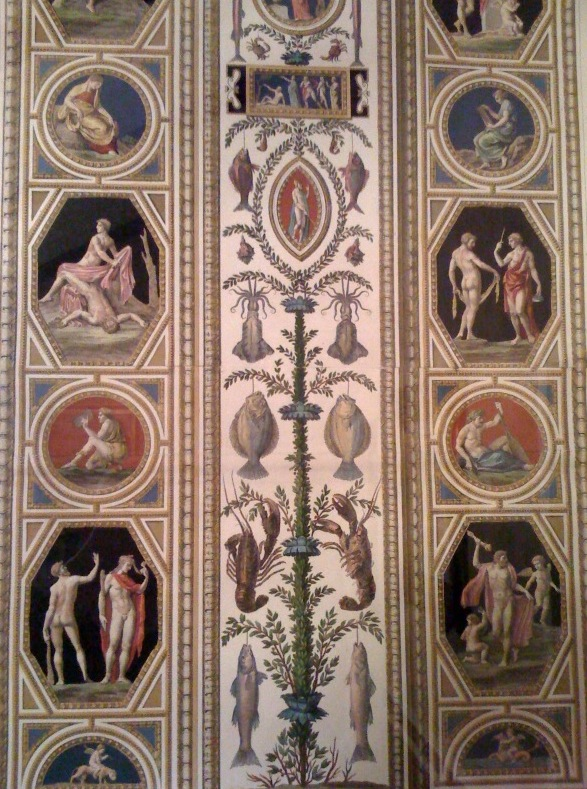
Гротески лоджії, фото 2010 р.

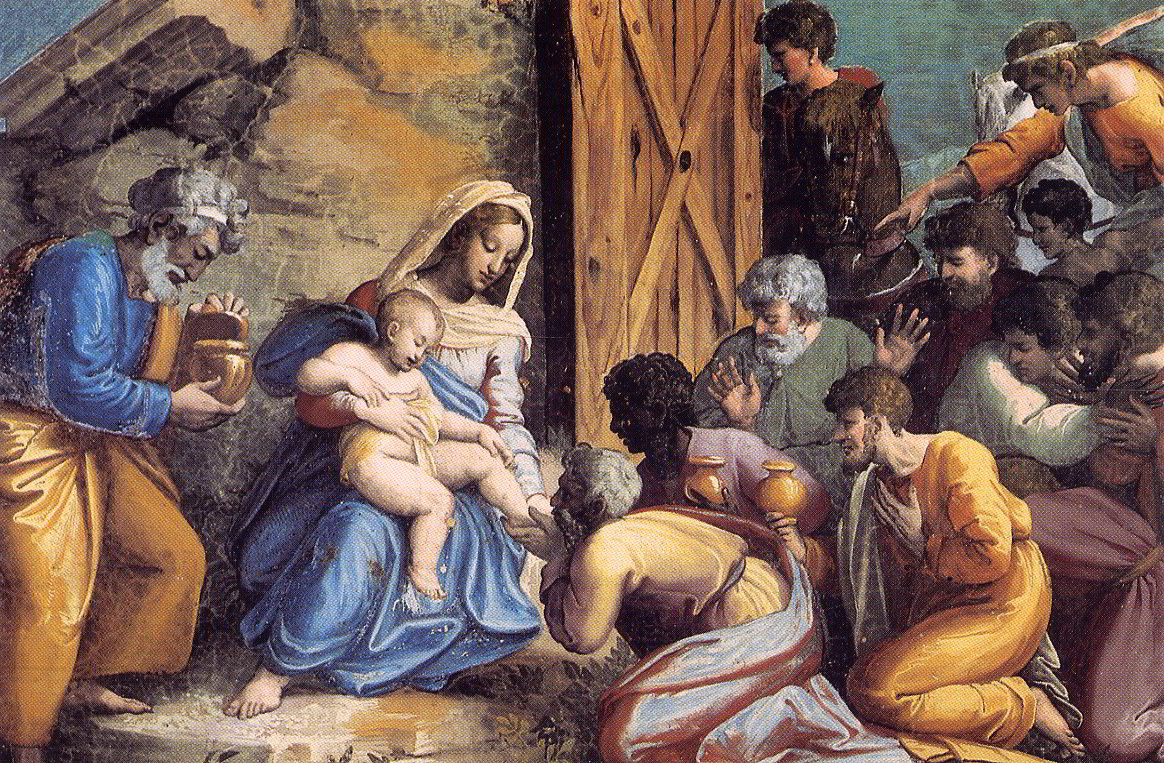
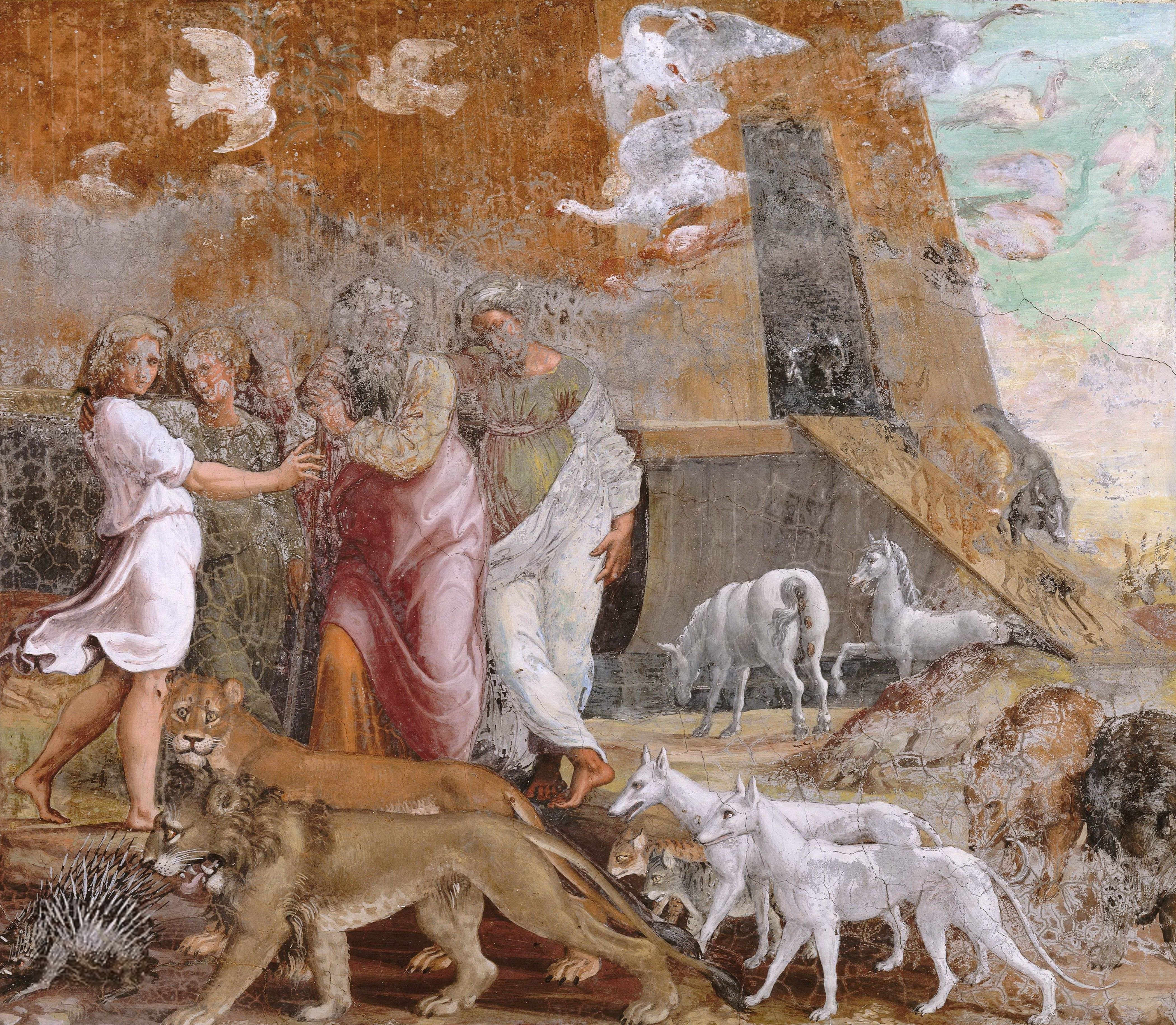
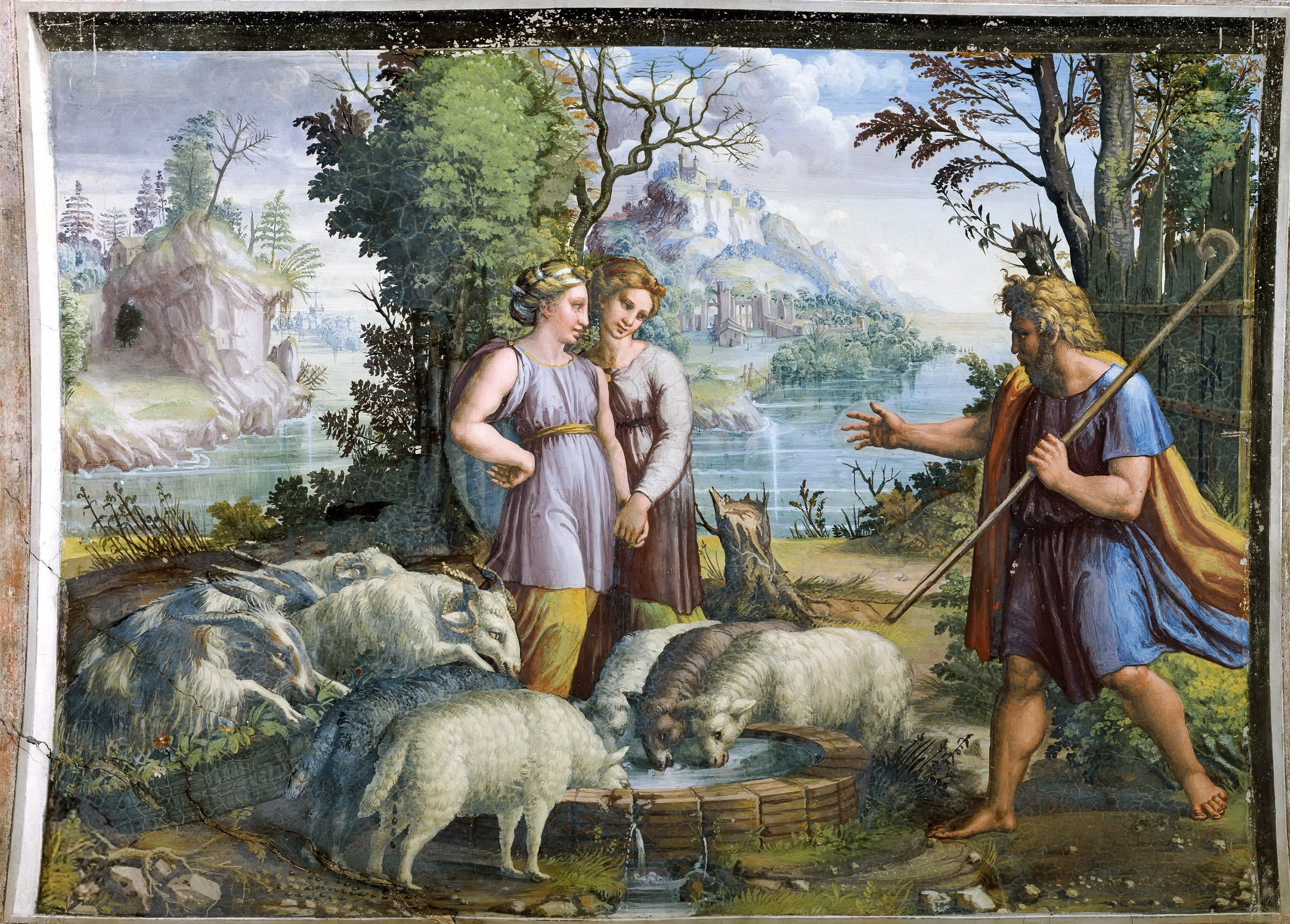
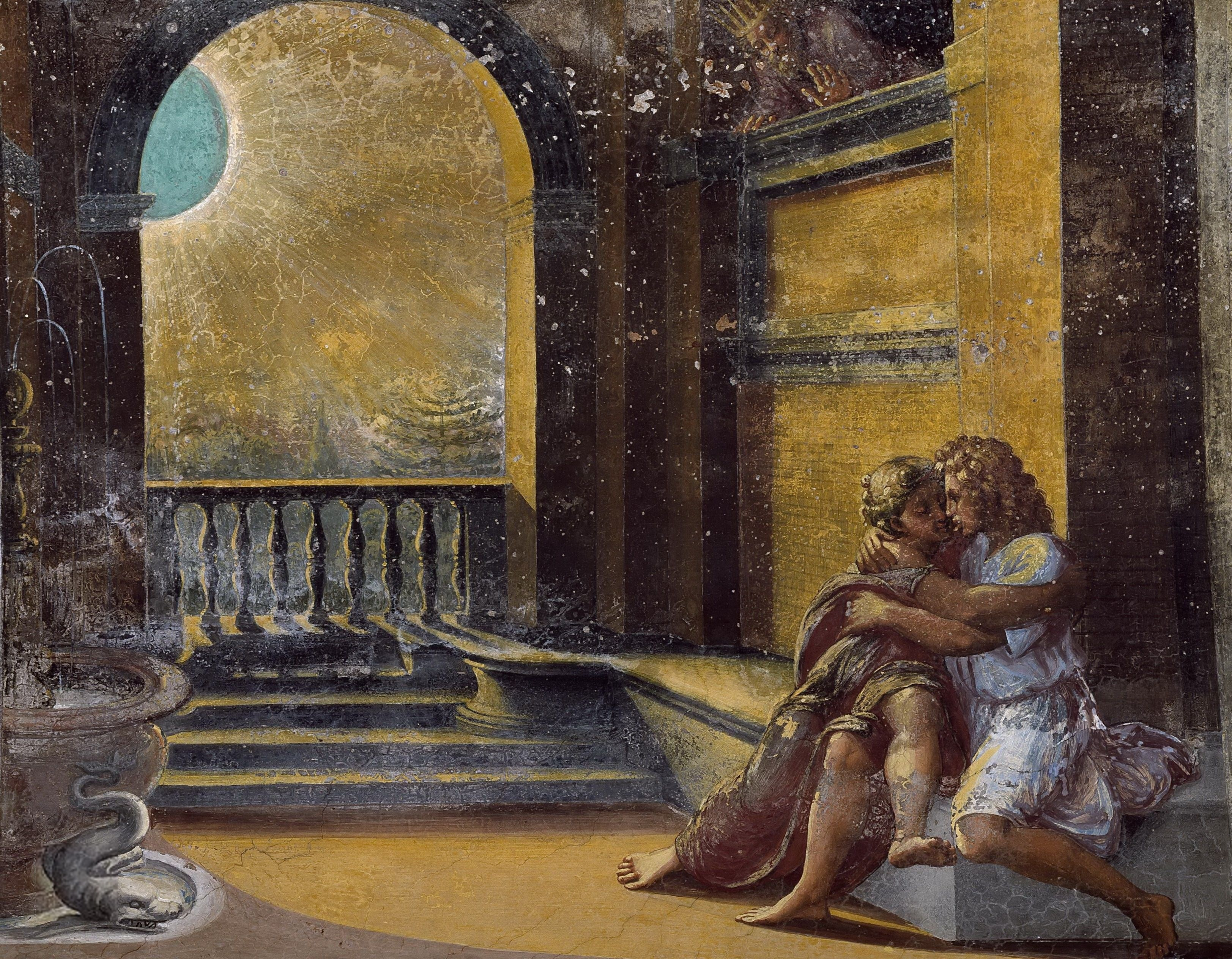